# 裴璆
裴 璆（はい きゅう、877年頃? - ?）は渤海の官人、外交官。3度、日本へ派遣された。寛平6年（894年）の渤海使・裴頲の子。

## 経歴

### 907年 - 908年の日本への派遣
907年に日本へ派遣された裴璆は、伯耆国に着岸した。延喜8年（908年）1月8日、その旨が都に伝えられ、3月8日または20日、存問渤海客使・藤原博文と秦維興が伯耆へ派遣された。また、4月2日には紀淑光と菅原淳茂が掌客使に、小野葛根と藤原守真が領客使に任じられた。5月、裴璆らは騎馬で入京し、10日に啓と信物を進めた。また、12日には宇多上皇から父・裴遡への手紙を賜った。14日、朝集堂で饗応を受けるが、午一刻より雷雨となり、堂内も水浸しとなったため、翌日再度饗応を受けることになった。そして、この席で勅・官牒・答物を賜った。

### 919年 - 920年の日本への派遣
延喜19年（919年）、裴璆は再び日本へ派遣され、若狭国に来着し、丹生浦に停泊した。11月18日、その旨が都に伝えられた。12月1日または5日、橘惟親と依知秦広助が存問渤海客使に、大和有卿が通事に任じられた。一方で、朝廷は、裴璆らを越前国・松原客館に遷すことにし、12月24日には若狭国が彼らを遷し終えたことが奏上された。しかし裴璆らが松原客館に着いた際、門は閉じられており、館は無人、何の用意されていないという有様であった。
翌延喜20年（920年）3月22日、裴璆らは時服を賜った。5月8日、入京。入京の間は、京人は禁物を着ることが許された。また、裴璆らには毎日新鮮な鹿二頭が進められた。10日、従三位・裴璆は正三位を授けられた。11日、王啓と信物を進め、12日には豊楽院で宴を賜った。15日、別貢物を進めた。16日、朝集堂で饗応され答信物を賜った。6月、裴璆らは帰郷したが、一行のうち4人が帰らずに日本に留まった。

### 925年の後唐への派遣
同光3年（925年）2月、裴璆は後唐に派遣され、「人参・松子・昆布・黄明・細布・貂䑕・皮被一・褥六・髪・靴革・奴子二」を貢した。5月、「政堂省守和部少卿・賜紫金魚袋」裴璆は「右贊善大夫」を賜った。

### 東丹国使
926年1月、遼は渤海を滅ぼすとその故地に東丹国を置いた。延長7年（929年）、裴璆は東丹国使として日本へ派遣されて、12月23日または24日、丹後国竹野郡大津浜に着岸した。翌延長8年（930年）1月3日、その旨が都に伝えられ、20日、正税で饗応すべしとした。その後、なぜ東丹国使を名乗っているのかと問われたが、「答状は前後相違」っていた。裴璆は再度問われて、「本は渤海人だったが、今は降って東丹の臣」であると解答し、さらに契丹王の罪悪を言い立てたため、裴璆らは藤原雅量から勘問されて、過状を進めるよう言い渡された。3月2日、裴璆は怠状を進めた。
| 東丹国入朝使裴璆等解申進過状事謬奉臣下入朝上国怠状 | 東丹国入朝使裴璆等解。過状を申し進める事。臣下の使いを奉ると偽って、上国に入朝した詫び状 |
| --- | --- |
| 裴璆等背真向偽。争善従悪。不救先主於樽俎之間。猥諂新主於兵戈之際。況乎奉陪臣之小使。紊上国之恒規。望振鷺而面慚。詠相鼠股戦。不義不忠。向招罪過。勘責之旨。曽無避陳。仍進過状。裴璆等。誠惶誠恐謹言。 | 裴璆らは真に背き、偽りに向かいました。善と争い、悪に従いました、先主が外交努力を重ねている間に救わず、みだりに戦争の時に新主に諂いました。陪臣の小さな使命は言うまでもなく、上国の恒久法も乱しました。清廉潔白の士を見て、顔は恥じ入ります。「相鼠」を詠んで、足が震えます。不義不忠が罪過を招き向かえました。勘責の旨について、決して陳べることを避けられません。よって過状を進めます。裴璆ら。誠惶誠恐謹言。 |
| —『本朝文粋』 | |

同年夏、雅量から漢詩と着ていた衣を贈られ、裴璆は帰っていった。雅量は「見るならく妻児皆散り去る／何ぞ郷なお買う臣の衣を曳くや」と詠んでいる。

## 関連作品

### 同時代
- 『本朝文粋』
  - 紀長谷雄「法皇賜渤海裴遡書」, 延喜8年（908年）
  - 大江朝綱「夏夜於鴻臚館餞北客」, 延喜8年（908年）
  - 紀在昌「夏夜於鴻臚館餞北客帰郷」
  - 裴璆「東丹国入朝使裴璆等解申進過状事謬奉臣下入朝上国怠状」, 延長8年（930年）
- 『扶桑集』
  - 藤原雅量「逐東丹裴大使公去春述懐見寄於余勘文間遂無和之此夏綴言志之詩披与得意之人不耐握玩偸押本韻」, 延長8年（930年）
  - 藤原雅量「重賦東丹裴大使公公館言志之詩 本韻」, 延長8年（930年）
  - 菅原淳茂「初逢渤海裴大使有感吟」, 延喜8年（908年）
  - 大江朝綱「渤海裴大使到越州後見寄長句欣感之至押以本韻」
  - 大江朝綱「酬裴大使再賦程字遠被相私之什」
  - 大江朝綱「奉和裴使主至松原後読予鴻臚南門臨別口号追見答和之什 次韻」
  - 大江朝綱「奉酬裴大使重依本韻和臨別口号之作」
  - 大江朝綱「書懐呈渤海裴大使」
  - 大江朝綱「和裴大使見酬之什 次韻」
  - 大江朝綱「重依蹤字和裴大使見酬之什」
  - 大江朝綱「裴大使重押蹤字見賜瓊章不任諷詠敢以酬答」
  - 大江朝綱「贈筆呈裴大使」
- 『朝野群載』
  - 「本朝賜異国人位記」, 延喜20年（920年）

### 現代
- 平谷美樹『風の王国』, 2012年 - 2013年